# Стадіон Сісеру Помпеу ді Толеду
Стадіон Морумбі (порт. Estádio Cícero Pompeu de Toledo або Estádio do Morumbi) — футбольний стадіон в окрузі Морумбі міста Сан-Паулу, Бразилія. Стадіон є домашнім майданчиком футбольного клубу Сан-Паулу, а його офіційна назва походить від імені Сісеру Помпеу ді Толеду, президента клубу в період будівництва стадіону. Планувалося, що на цьому стадіоні відкриється Чемпіонат світу з футболу 2014 року але в остаточну заявку арена світової першості стадіон не потрапив.
Американський поп-співак Майкл Джексон дав тут 2 концерти під час Dangerous World Tour (15 і 17 жовтня 1993).